# Мискитос (острова)

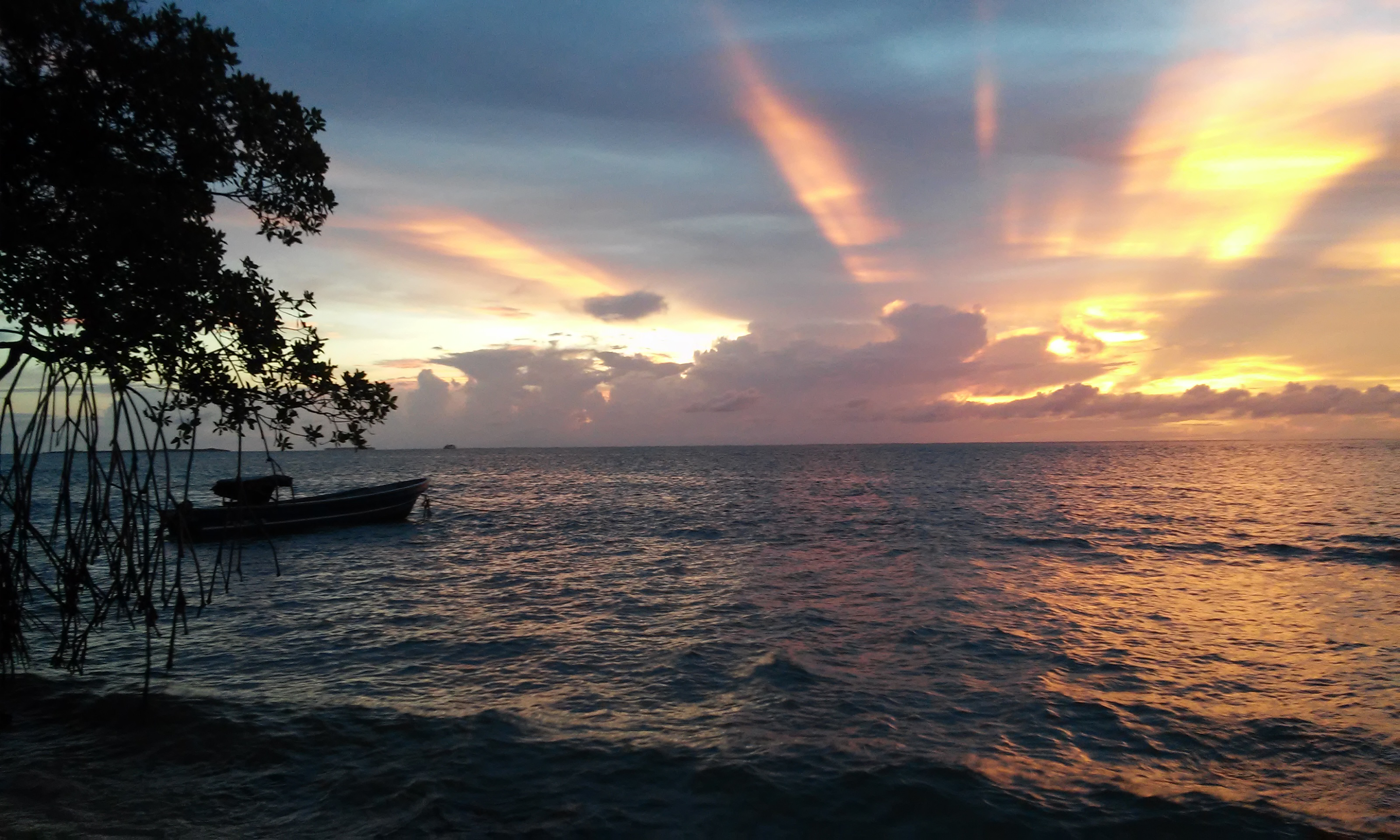
Закат в Никарагуанском Карибском море с перспективы островов Мискитос

Острова Мискитос (исп. Cayos Miskitos) — архипелаг в Карибском море, состоящий из небольших рифов и островов, общей площадью около 27 км2, расположенный в районе Москитового берега в исключительных экономических зонах Гондураса и Никарагуа.
Архипелаг является частью департамента Ислас-де-ла-Баия в Гондурасе и автономного региона Атлантико-Норте в Никарагуа. Острова Мискитос состоят из 76 образований, в которые входят эстуарии, коралловые рифы, отмели, заросли морской травы и небольшие островки, 12 из которых покрыты растительностью и образуют острова с белыми песчаными пляжами.
Остров Мискито-Ки, также известный как Кайо-Майор, — самый крупный риф, расположенный в центре архипелага, имеющий площадь в 37 км2. В архипелаг также входят крупные острова Марас-Ки, Наса-Ки и Моррисон-Денис-Ки.
Биологический заповедник «Острова Мискитос» является одной из 78 охраняемых территорий Никарагуа. Коралловые рифы, а также участок прилегающего побережья материка, признаны организацией BirdLife International ключевой орнитологической территорией (IBA).